# Palmer (Tennessee)
Pour les articles homonymes, voir Palmer.
Palmer est une municipalité américaine située dans le comté de Grundy au Tennessee.
Selon le recensement de 2010, Palmer compte 672 habitants. La municipalité s'étend sur 4,94 milles carrés (12,79 km2).
La localité est nommée en l'honneur de Clarence William Palmer,. Ancienne cité minière, elle devient une municipalité en 1925.